# Marek Pakosta
Marek Pakosta est un joueur de volley-ball tchèque né le 21 avril 1969 à Litomysl. Il mesure 2,02 m et joue central.

## Clubs
| Club          | Pays               | De        | À         |
| ------------- | ------------------ | --------- | --------- |
| Odolena Voda  | République tchèque | 1990-1991 | 1996-1997 |
| AS Cannes     | France             | 1997-1998 | 1998-1999 |
| Paris Volley  | France             | 1999-2000 | 2002-2003 |
| Arago de Sète | France             | 2002-2003 | 2002-2003 |
| Odolena Voda  | République tchèque | 2003-2004 | 2003-2004 |
| VK Kladno     | République tchèque | 2004-2005 | …         |

## Palmarès
- National
  - Championnat de France : 2000, 2001, 2002
  - Coupe de France : 1998, 2000, 2001
  - Championnat de République tchèque : 1993, 1994, 1996, 2004
  - Coupe de République tchèque : 1993, 1996, 2004

- Européen
  - Ligue des champions : 2001
  - Coupe des Coupes : 1999, 2000
  - Supercoupe d'Europe : 2000, 2001